# Strassenbahn Altstätten–Berneck
| Strassenbahn Altstätten–Berneck                               | Strassenbahn Altstätten–Berneck |
| ------------------------------------------------------------- | --- |
| Ce 2/2 5 in Berneck, 1933                                     | |
| Verlauf der Strassenbahn dargestellt auf einer Karte von 2020 | |
| Streckenlänge:                                                | 15,047 km |
| Spurweite:                                                    | 1000 mm (Meterspur) |
| Stromsystem:                                                  | bis 1911: 600 Volt= ab 1911: 1000 Volt = |
| Maximale Neigung:                                             | 52 ‰ |
| Minimaler Radius:                                             | 25 m |
|                                                               | |
| Betreiber:                                                    | bis 1915: Elektrische Strassenbahn Altstätten–Berneck 1915–1958: Rheintalische Strassenbahnen (RhSt) ab 1958: Rheintalische Verkehrsbetriebe (RhV)                  |
| Eröffnung:                                                    | Altstätten Rathaus–Berneck: 6. April 1897 Altstätten Rathaus–Altstätten Stadt: 26. Juni 1912 Heerbrugg–Diepoldsau: 12. Oktober 1915                                 |
| Stilllegung:                                                  | Altstätten Rathaus–Heerbrugg: 30. Juni 1940 Heerbrugg–Berneck: 1. September 1940 Heerbrugg–Diepoldsau: 3. März 1954 Altstätten SBB–Altstätten Rathaus: 2. Juni 1973 |

Die Strassenbahn Altstätten–Berneck war ein von 1897 bis 1975 bestehender Strassenbahn-Betrieb im St. Galler Rheintal in der Schweiz. Die meterspurige Überlandstrassenbahn wurde teilweise durch den Trolleybus Altstätten–Berneck ersetzt, dieser existierte von 1940 bis 1977. Zuständiges Verkehrsunternehmen war in beiden Fällen die Elektrische Strassenbahn Altstätten–Berneck, die ab 1915 Rheintalische Strassenbahnen (RhSt) und ab 1958 Rheintalische Verkehrsbetriebe (RhV) hiess. Die Bahn wurde auch als Altstätten–Berneck-Bahn (ABB) bezeichnet.

## Geschichte

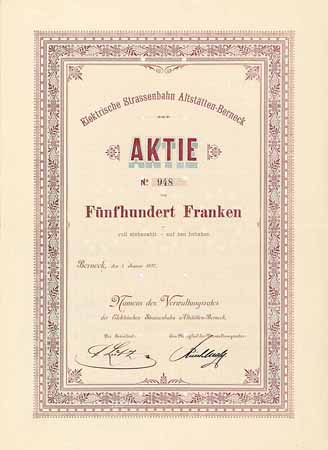
Aktie der Elektrische Strassenbahn Altstätten–Berneck von 1895

1889 begann Jacob Schmidheiny, eine Strassenbahn zu planen. Die Strecke sollte von Hohenems über Diepoldsau und Au–Heerbrugg bis Berneck führen. Die Strecke wurde aus wirtschaftlichen Gründen und weil der Rhein damals ein Sicherheitsrisiko darstellte nicht gebaut. 1890 präsentierte Jacob Schmidheiny einen neuen Vorschlag. Diesmal sollte die Strecke von Altstätten über Berneck, Au, Rheineck und Thal bis Rorschach verlaufen, auch dieser Streckenverlauf konnte nicht realisiert werden. 1892 legten die von Schmidheiny beauftragten Ingenieure aus Zürich einen Plan für eine Strassenbahn von Altstätten nach Berneck vor. 1896 wurde mit dem Bau des Trassees begonnen. Als erstes Teilstück eröffnete die ABB am 6. April 1897 den Abschnitt von Altstätten Rathaus über Heerbrugg nach Berneck, der zunächst mit 600 Volt Gleichstrom betrieben wurde. Eine kurze Zweigstrecke erschloss von Beginn an den SBB-Bahnhof Altstätten.
1911 eröffnete die Altstätten-Gais-Bahn (AG) ihre partiell mit einer Zahnstange ausgestattete Bahnstrecke Altstätten–Gais, deren Betriebsführung ebenfalls von der ABB übernommen wurde. Am 26. Juni 1912 erfolgte mit dem Abschnitt Altstätten Stadt–Altstätten Rathaus der Lückenschluss zwischen der Bahnstrecke nach Gais und der Strassenbahn. Die Züge aus Gais verkehrten fortan durchgehend bis Altstätten SBB, im Gegenzug fuhren die Strassenbahnen aus Berneck bis Altstätten Stadt.
Am 12. Oktober 1915 kam die Nebenstrecke von Heerbrugg nach Diepoldsau hinzu, womit die Strassenbahn ihre grösste Ausdehnung erreichte. Die neue Strecke war jedoch aus technischen Gründen betrieblich von der Hauptstrecke getrennt. So mussten die Fahrgäste die Bahnstrecke Chur–Rorschach am Bahnübergang am Bahnhof Heerbrugg zu Fuss überqueren. Die auf der Strecke nach Diepoldsau eingesetzten Fahrzeuge wurden bei Bedarf mit einem Seilzug über die SBB-Strecke gezogen.
Ausgelöst durch die Weltwirtschaftskrise gab es Überlegungen, die Strassenbahn durch Autobusse zu ersetzen. 1936 wurde die Betriebseinstellung beschlossen, die aber von der Aufsichtsbehörde abgelehnt wurde, weil kein Ersatzbetrieb vorhanden war. 1937 wurde entschieden, die Strecke Altstätten—Berneck auf Trolleybus-Betrieb umzustellen und die Strassenbahn auf den übrigen Strecken beizubehalten. Die Strecke Altstätten–Berneck wurde am 30. Juni 1940 auf dem Abschnitt Altstätten Rathaus–Heerbrugg und am 1. September 1940 auf dem Rest der Strecke eingestellt. Die Trolleybusse verkehrten erst ab dem 7. September zwischen Altstätten und Heerbrugg und ab dem 24. September auf der ganzen Strecke. Die Betriebsaufnahme verzögerte sich wegen des Zweiten Weltkriegs. Der Mangel an Reifen verursachte während den Kriegsjahren Betriebseinschränkungen. Der Trolleybus Altstätten–Berneck hatte eine Oberleitungsspannung von 1000 V und war somit die erste Hochspannungs-Trolleybus-Anlage der Welt. Sie wurde trotzdem 1977 auf Autobusbetrieb umgestellt.
Fortan mussten die Fahrzeuge der verbliebenen Tramstrecke nach Diepoldsau bei Bedarf auf der Strasse ins Depot in Altstätten transportiert werden. Dafür wurde ein Strassenrollschemel gebaut, der von Trolleybussen gezogen werden konnte. Für den Auflad der Fahrzeuge musste der Tiefgänger mit Winden auf einer Seite angehoben werden, bis der hintere Teil auf den Tramgleisen auflag. Der Tramwagen konnte dann vorsichtig in eigener Kraft auf den Anhänger fahren. Beim Bahnübergang in Heerbrugg wurde der Anhänger von Trolleybussen mittels Drahtseilen auf die Heerbrugger-Seite gezogen und bei der Rückkehr von Strassenbahnen zurück auf die Diepoldsauer-Seite. Der Rollschemel war das letzte Mal 1967 im Einsatz als der Ze 2/2 31 nach Heerbrugg transportiert wurde, wo er für den Transport zur Museumsbahn Blonay–Chamby verladen wurde.
1949 begannen die Überlegungen, die Strecke Heerbrugg–Diepoldsau durch eine Autobuslinie zu ersetzen. Im Frühjahr 1951 verkehrte versuchsweise während fünf Wochen ein Gyrobus, was sich nicht bewährte. Wegen Strassenbauarbeiten in Widnau wurde die Strassenbahn am 3. März 1954 eingestellt und durch Autobusse ersetzt, womit nur noch der kurze Abschnitt zwischen Altstätten Stadt und SBB-Bahnhof Altstätten als Strassenbahn bestehen blieb. Am 2. Juni 1973 wurde auf dem letzten verbliebenen Teilstück der Strassenbahnbetrieb stillgelegt und durch eine Buslinie ersetzt. Noch bis zum 31. Mai 1975 benutzten jedoch die Züge der St. Gallen-Gais-Appenzell-Altstätten-Bahn (SGA) den Abschnitt Rathaus–SBB-Bahnhof, erst mit der Einstellung der SGA-Strecke Altstätten Stadt–Altstätten Rathaus wurde dieser stillgelegt und abgebrochen.
In Diepoldsau erinnern bis heute die Strassenbezeichnung Tramstrasse und Trambrücke, eine alternative Bezeichnung für die Schrägseilbrücke, an die Bahn, wie die Tramstrasse und die Bahnstrasse in Berneck.

## Fahrzeuge
Alle Personentriebwagen der Strassenbahn hatten einen Wagenkasten von MAN aus Nürnberg und eine elektrische Ausrüstung von der Elektrizitätsgesellschaft Alioth aus Münchenstein bei Basel, die 1911 von BBC übernommen worden war. Bis zur Betriebseinstellung 1973 hatten alle Triebwagen als mechanische Bremse lediglich eine Handbremse. Als Besonderheit bei einer Strassenbahn hatten alle Wagen Raucher- und Nichtraucherabteile. Die Strassenbahn wurde in den Jahren 1910 bis 1911 vom Betrieb mit Rollenstromabnehmern auf den Betrieb mit Lyrabügeln umgestellt.

### Zweiachsige Triebwagen
Am Anfang standen sieben zweiachsige Triebwagen zur Verfügung. Lediglich die Nummer 1 hatte zwei Fahrmotoren, alle anderen hatten nur eine angetriebene Achse. Der zweimotorige Wagen war für einen allfälligen Anhängerbetrieb gedacht. Die Wagen wurden mehrmals umgebaut und verbessert. 1904 erhielten alle bis auf die Nummer 3 zwei Fahrmotoren.
In den Jahren 1914 bis 1916 wurden die elektrischen Ausrüstungen der Wagen 1 bis 3 in neue, in der eigenen Werkstatt aufgebaute Wagen eingebaut, die auch neue Untergestelle erhielten. Zwei dieser Wagen bedienten die Linie nach Diepoldsau, einer war in Altstätten stationiert. Sie wurden nach der Betriebseinstellung der Diepoldsauer Strecke abgebrochen.
Die nach dem Neubau der Wagen 1 bis 3 übrig gebliebenen Reste der alten Wagen wurden ohne Antrieb als Anhänger C 14 bis 16 weiterverwendet. Sie kamen nur an Grossverkehrstagen zum Einsatz und wurden nach der Umstellung der Stammstrecke auf Trolleybusbetrieb abgebrochen.
Die Wagen 5 bis 7 erhielten lediglich neue Untergestelle und wurden nach Betriebseinstellung der Strecke Altstätten–Berneck abgebrochen. Die Nummer 6 erhielt 1930 einen neuen Wagenkasten und stand bis zur Einstellung der Strecke in Altstätten in Betrieb, danach wurde der Triebwagen beim Restaurant Schützenhaus in Altstätten auf dem Spielplatz aufgestellt.
Das Untergestell des Wagens Nr. 4 wurde für den Aufbau des Posttriebwagens Ze 1/2 benutzt, der 1914 entstand. Er diente dem Posttransport vom SBB-Bahnhof zur Post in Altstätten. Der Wagen erhielt 1941 einen zweiten Fahrmotor aus den abgebrochenen Wagen 5 oder 6. Nachdem die Post in Altstätten neu gebaut worden war, wurden die Posttransporte 1959 auf die Strasse verlegt, und der Triebwagen wurde nicht mehr benötigt. Er gelangte 1967 als eines der ersten Fahrzeuge zur Museumsbahn Blonay–Chamby.

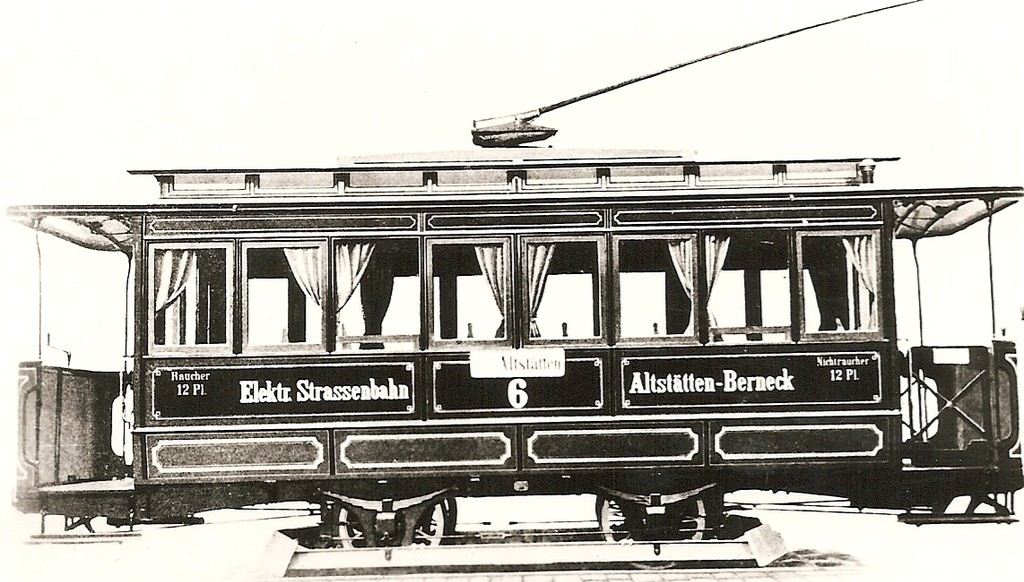
Ce 1/2 6 bei Ablieferung
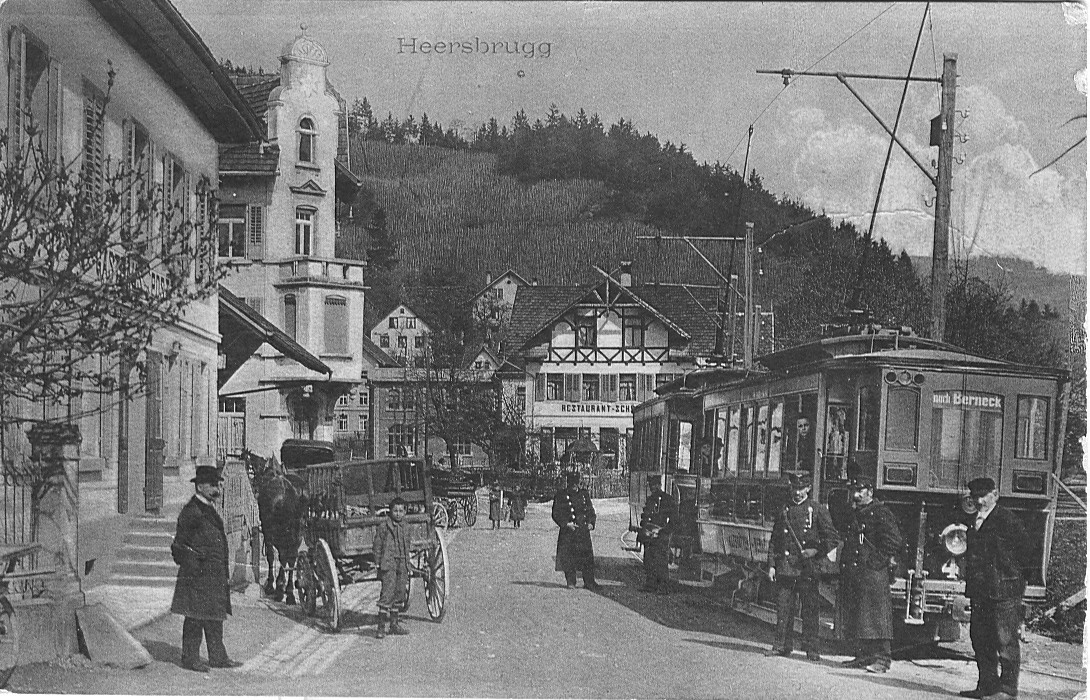
Ce 1/2 Nr. 3 und ein Ce 2/2 im Zentrum von Heerbrugg um 1905
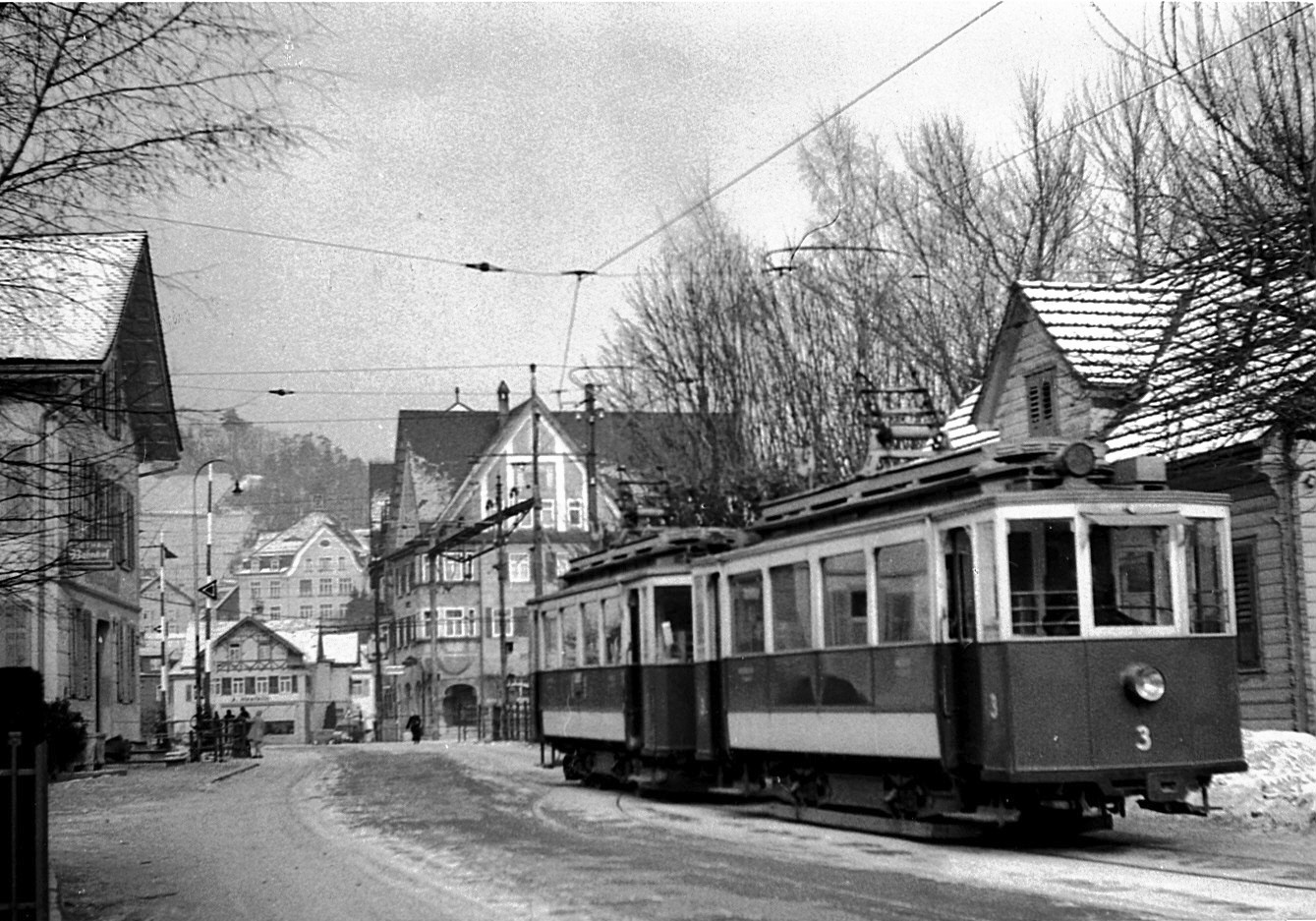
Ce 2/2 Nr. 3 und ein weiterer Ce 2/2 in Heerbrugg bereit für die Fahrt nach Diepoldsau
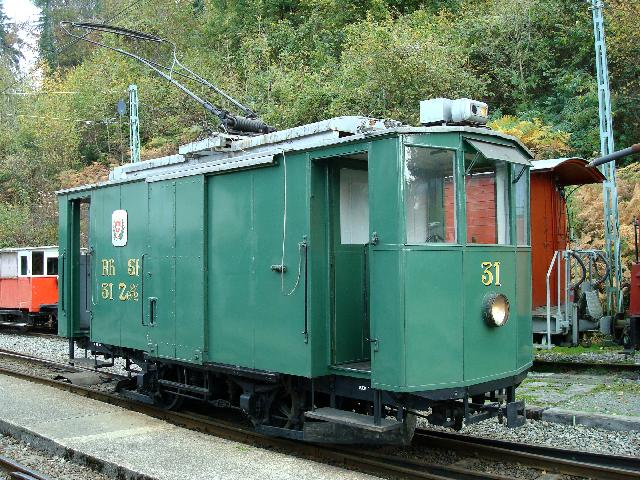
Posttriebwagen Ze 2/2 31

### Vierachsige Triebwagen
Die Bahn besass auch vier vierachsige Triebwagen. Der erste Vierachser war der Ce 2/4 20, der 1907 beschafft wurde. Er diente dem Spitzenverkehr und bot 36 Personen Platz. Bei Ablieferung war er mit einer Länge von fast 14,5 m das grösste Fahrzeug einer Strassenbahn in der Schweiz. Der Wagen war nach der Betriebseinstellung auf der Stammstrecke nur noch an Markttagen in Altstätten unterwegs und wurde 1966 abgebrochen.
Im Jahre 1911 kamen zwei weitere Vierachser Ce 2/4 11 und 12 zur Strassenbahn, die wahrscheinlich gebraucht aus Deutschland übernommen wurden. Zwischen den beiden Personenabteilen war ein Gepäckabteil angeordnet, das auch als Stehplatzfläche diente. Die Wagen wurden nach der Umstellung Altstätten–Berneck auf Trolleybusbetrieb an die Centovallibahn veräussert, welche sie in Locarno als Strassenbahn einsetzte. 1960 gelangten sie zur SSIF, welche den italienischen Teil der Bahn im Centovalli bedient. Der ehemalige Ce 2/4 11 wurde, nachdem er von der SSIF ausrangiert war, beim Bahnhof von Santa Maria Maggiore aufgestellt.
Der letzte Vierachser war der Ce 2/4 40, der 1920 dazu kam. Er war ähnlich zu den Wagen 11 und 12, hatte aber kein Gepäckabteil und deshalb wieder 36 Sitzplätze. Das Fahrzeug war bis zur Betriebseinstellung 1973 im Einsatz und gelangte danach zu einem Kinderheim bei Steinebrunn im Thurgau.

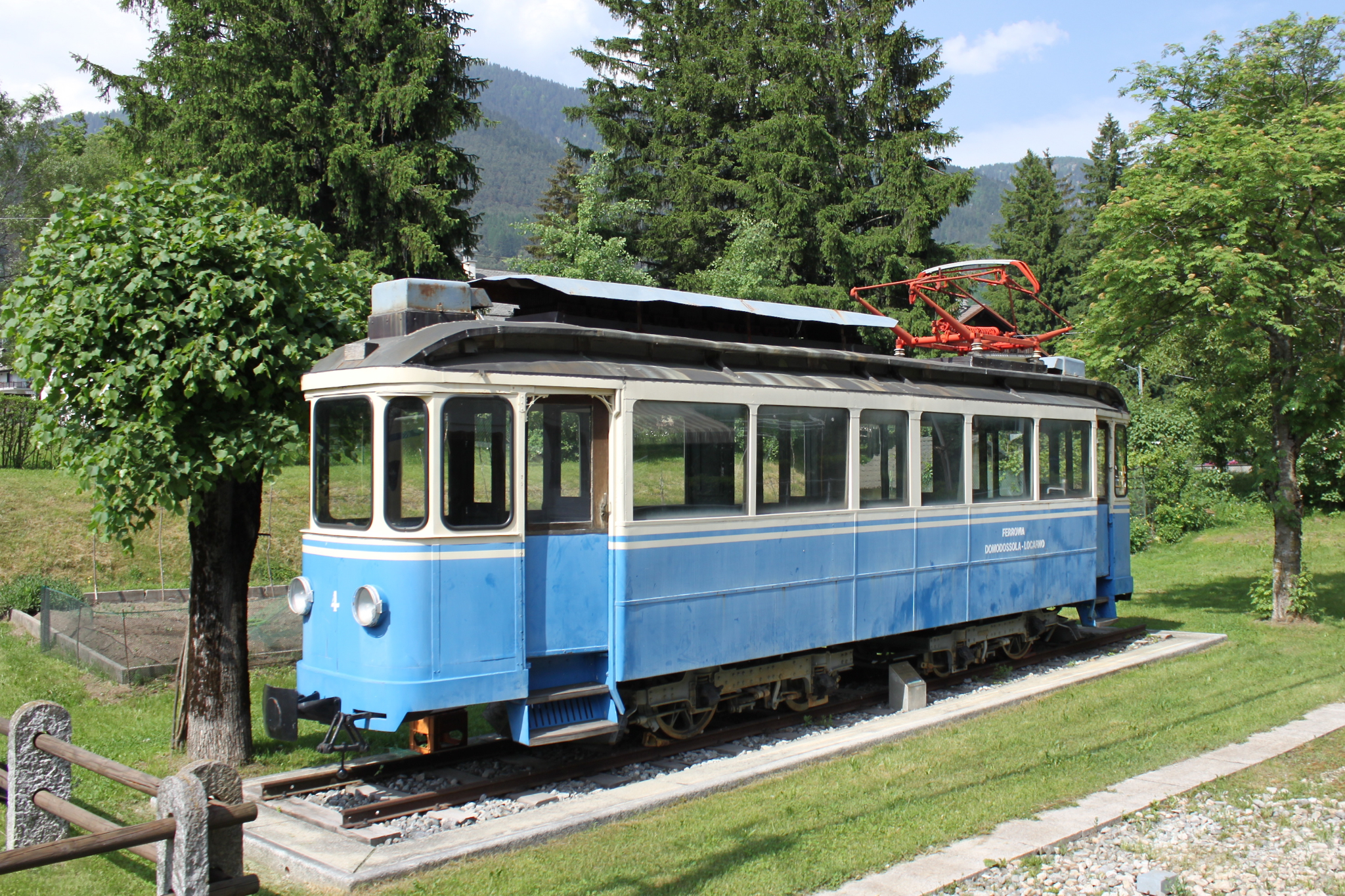
Bei Santa Maria Maggiore aufgestellter ehemaliger Ce 2/4 11
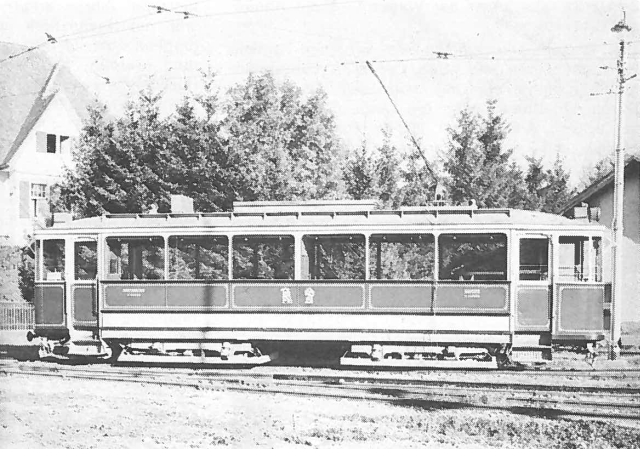
Ce 2/4 40
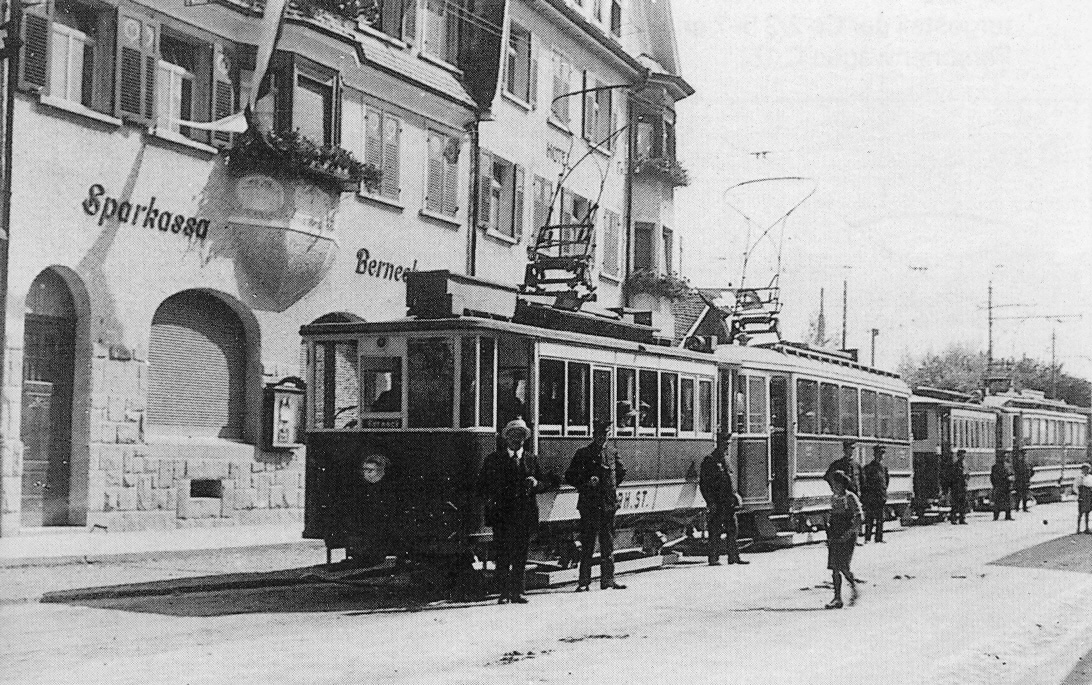
Trams beim Heerbruggerhof in Heerbrugg. Von vorne nach hinten: Ce 2/2 5, Ce 2/4 40, ein Anhänger, Ce 2/4 20
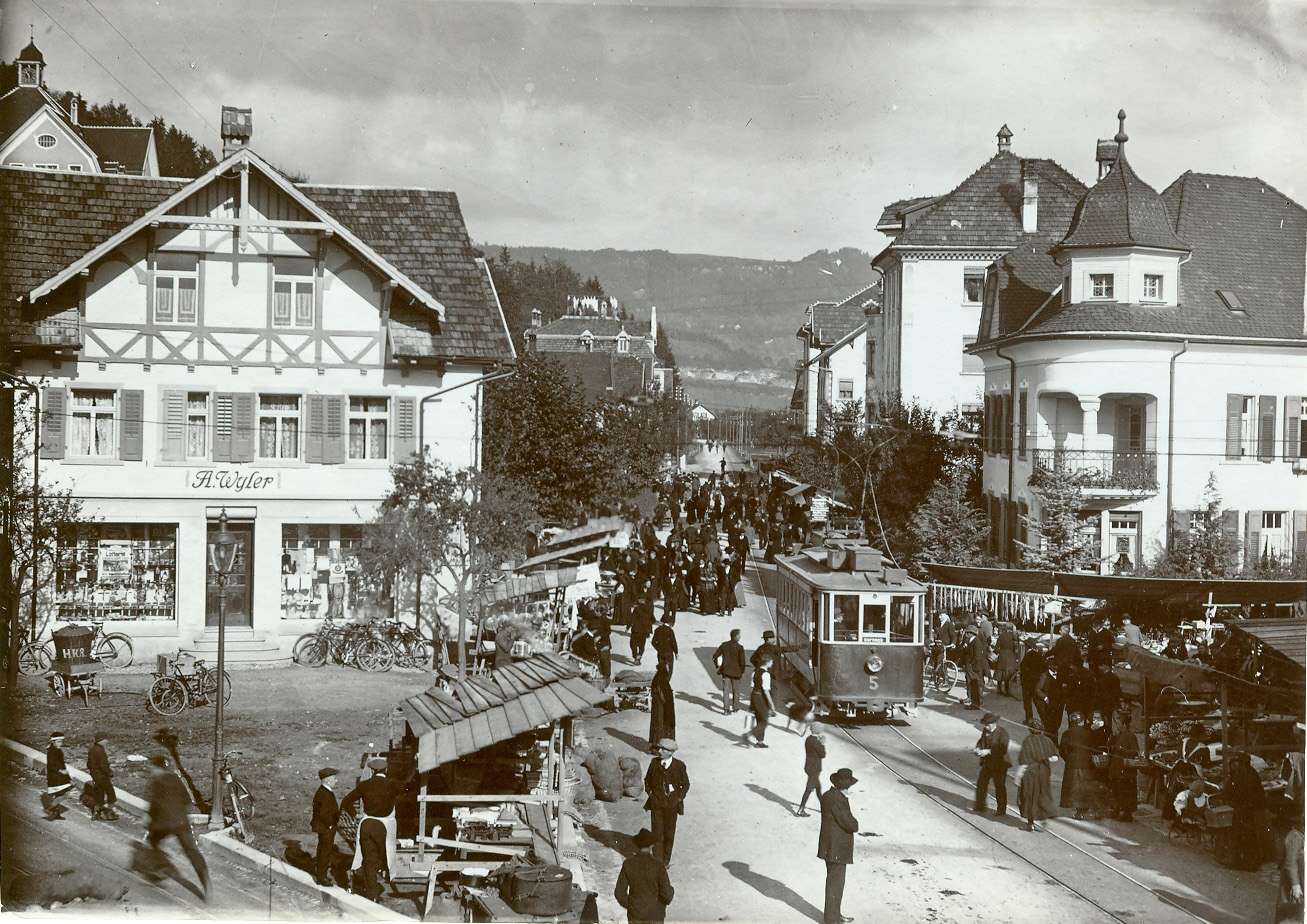
Markt im Zentrum von Heerbrugg 1919 mit Tram

### Liste
Die folgende Liste gibt die Daten bei Ablieferung an:
| Typ    | Baujahr | Hersteller       | Nummern | Länge  | Gewicht | Leistung | Plätze | Fahrzeugtyp            |
| ------ | ------- | ---------------- | ------- | ------ | ------- | -------- | ------ | ---------------------- |
| Ce 2/2 | 1897    | MAN, Alioth      | 1       | 7,5 m  | 10 t    | 32 PS    | 24     | Strassenbahntriebwagen |
| Ce 1/2 | 1897    | MAN, Alioth, MFO | 2–7     | 7,5 m  | 10 t    | 25 PS    | 24     | Strassenbahntriebwagen |
| Ce 2/4 | 1911    | MAN, Alioth      | 11, 12  |        |         | 64 PS    | 24     | Strassenbahntriebwagen |
| Ce 2/4 | 1907    | MAN, Alioth      | 20      | 14,5 m | 18 t    | 50 PS    | 36     | Strassenbahntriebwagen |
| Ce 2/4 | 1920    | MAN, BBC, RhST   | 40      | 12,8 m | 16 t    | 64 PS    | 36     | Strassenbahntriebwagen |
| Ze 1/2 | 1914    | SIG, BBC, RhST   | 31      | 7 m    | 5 t     | 22 PS    |        | Posttriebwagen         |
| C      | 1897    | Umbau RhST       | 14–16   | 7,5 m  |         |          | 24     | Anhänger               |